# 廖建裕
廖建裕（1941年2月21日—），筆名谷衣，印度尼西亞（印尼）華裔學者，以研究東南亞社會（特別是印尼華人社群）和中國—印尼關係聞名。

## 生平
廖建裕在1941年生於荷屬東印度巴達維亞（今雅加達），有五名兄弟、兩名姐妹；父親是建材廠的東主。他在高中時期就開始撰寫論文，講述印尼和中國的語言文學。他在1958年前往新加坡定居，並於翌年入讀新加坡南洋大學中文系（後來轉修歷史系）。在南大就讀期間，他一方面在《星洲日報》、《南洋商報》等報刊寫作，另一方面也撰書介紹馬來亞文學和印尼文學。他在1962年畢業，獲頒文學士學位。然後，他在1962年轉到印度尼西亞大學，主修印尼歷史，至1965年畢業，獲頒碩士學位，期間廖建裕開始對印尼華人社群產生興趣，並在畢業論文講述印尼土生華人開辦的報刊和20世紀初印尼民族主義運動的關係。
從印度尼西亞大學畢業之後，廖建裕先到澳洲蒙納士大學研究東南亞史，於1970年獲頒碩士學位，再到美國俄亥俄大學研究印尼華人社群，並於1972年在同一所大學獲頒碩士學位。他在1973年到華盛頓美利堅大學修讀博士課程，至1975年畢業。他在考獲博士學位之後回到新加坡，自1976年起任職東南亞研究所，之後在1982年轉到新加坡國立大學擔任政治學高級講師。他在1994年升任助理教授，至2000年升任教授。2002年離開新加坡國大以後重返東南亞研究所，並於2005年就任新加坡華裔館館長，至8年後卸任。現為东南亚研究所资深访问研究员、南洋理工大学拉惹勒南国际研究院兼任教授。
廖建裕通曉華文、英文和馬來文／印尼文，並以上述各種語言撰寫學術文獻。已婚，育有一女。

## 獎項
- 民族建设奖（Nabil Award, 2008年）[2]

- 印度尼西亞文化獎（2018年）[4]